# 上思県
上思県（じょうし-けん）は中華人民共和国広西チワン族自治区防城港市に位置する県。

## 行政区画
- 鎮:思陽鎮、在妙鎮、華蘭鎮、叫安鎮
- 郷:平福郷、那琴郷、公正郷
- 民族郷:南屏ヤオ族郷